# CA Spora Luxembourg
CA Spora Luxembourg je bývalý lucemburský fotbalový klub z města Lucemburk. Založen byl roku 1923 a svou činnost skončil roku 2005, kdy vznikl Racing FC Union Luxembourg, v němž se sloučily tři kluby z Lucemburku - Spora, Union a CS Alliance 01.
Za dobu své existence Spora 11x zvítězila v lucemburském mistrovství a 8x získala lucemburský fotbalový pohár. 11x startovala v evropských pohárech, vždy vypadla hned v prvním kole. V evropských pohárech se jí podařilo zvítězit jen ve dvou utkáních, nad Borussií Dortmund (Pohár mistrů evropských zemí 1956/57) a FC Basilej (Veletržní pohár 1964/65).